# Frieda Thiersch
Frieda Thiersch (* 2. Juli 1889 in München; † 10. Juli 1947 ebd.), mit vollem Namen Bertha Frieda Maria Thiersch, war eine deutsche Kunstbuchbinderin, Einbandgestalterin und Grafikerin, die maßgeblich an der Entwicklung der deutschen Buchkunstbewegung nach dem Ersten Weltkrieg beteiligt war. Als Leiterin der Bremer Binderei war sie für die Gestaltung und Ausführung fast sämtlicher Einbände der Bremer Presse verantwortlich.

## Leben
Frieda Thiersch wurde am 2. Juli 1889 als drittes von acht Kindern des renommierten Münchner Architekten Friedrich Maximilian Ritter von Thiersch und seiner Frau Auguste geboren. Die Autorin Berta Thiersch war ihre Schwester, der Architekt August Thiersch ihr Onkel und der Leiter und Reformator der Burg Giebichenstein Kunsthochschule Halle, der Architekt Paul Thiersch, ihr Cousin.

### Jugend und Ausbildung
Frieda Thiersch wuchs in einem von unterschiedlichsten künstlerischen Einflüssen bestimmten Umfeld auf. In einem Gartenhaus auf dem elterlichen Grundstück, dem Russischen Pavillon, befand sich bis 1905 die Malschule von Anton Ažbe, in der Künstler-Persönlichkeiten wie Fanny Gräfin zu Reventlow und Wassily Kandinsky studierten. Friedas Eltern legten großen Wert auf ihre künstlerische Erziehung und förderten schon früh ihr zeichnerisches Talent. Auch in das künstlerische Schaffen ihres Vaters war sie eingebunden; so stand sie 1905, kaum 16-jährig, dem niederbayerischen Bildhauer Hans Drexler Modell für die Statue der Pallas Athene auf der nach Entwürfen Friedrich von Thierschs neu errichteten Maximiliansbrücke.
Nach Abschluss ihrer Schulzeit studierte Frieda Thiersch von 1907 bis 1910 an der Königlichen Kunstgewerbeschule München. Eine Affäre mit ihrem Klavierlehrer, dem Kammersänger Ludwig Hess, resultierte Ende 1909 in einer ungewollten Schwangerschaft. Auf Druck ihrer Familie verließ sie München und brachte ihren Sohn Ernst Thomas am 17. August 1910 im französischen Étrembières nahe Genf zur Welt. Im Anschluss übergab sie das Kind Verwandten in der Schweiz und reiste im November 1910 nach London, um in der neugegründeten Werkstatt des früheren Leiters der Doves Bindery, Charles McLeish, das Buchbinderhandwerk zu erlernen. Im November 1912 kehrte Frieda Thiersch nach Deutschland zurück und nahm eine Tätigkeit bei dem Leipziger Kunstbuchbinder Carl Sonntag jun. an, um ihre Kenntnisse zu vertiefen. Im Oktober 1913 zog sie nach Berlin und eröffnete in der Kurfürstenstraße 50 ihre erste eigene Werkstatt.

### Der Erste Weltkrieg
Bereits nach kurzer Zeit in Berlin lernte Frieda Thiersch Willy Wiegand und Ludwig Wolde kennen, die Gründer der Bremer Presse, die sie baten, die Leitung der bis dahin von P. A. Demeter geführten Buchbinderei der Presse zu übernehmen, was sie im Folgejahr auch tat.
Das Jahr des Kriegsbeginns 1914 brachte harte Schicksalsschläge für Frieda Thiersch. Am 15. Januar 1914 starb ihre jüngere Schwester Marie (* 1891), am 22. Oktober fiel ihr Bruder Heinrich an der Westfront. Gemeinsam mit ihrem Vater begab sich Frieda Thiersch ebenfalls an die Westfront, wo sie sich als Rotkreuzschwester meldete. Während des gesamten Ersten Weltkrieges blieb sie in Lazaretten an verschiedenen Fronten im Einsatz.

### Die Bremer Presse
Nach viereinhalbjähriger Unterbrechung nahm Frieda Thiersch ihre Tätigkeit 1919 wieder auf. Sie richtete ihre Werkstatt zunächst in der elterlichen Villa ein, dann in der ersten Etage des bereits erwähnten Gartenhauses, des Russischen Pavillons, Georgenstraße 16a. Willy Wiegand erwarb das Haus 1921 und zog mit der zu diesem Zeitpunkt im ehemaligen Landhaus Thomas Manns in Tölz ansässigen Bremer Presse ins Erdgeschoss des zweistöckigen Holzhauses.
Bei der Produktion ihrer Werke vertrat die Bremer Presse einen kompromisslos extremen Qualitätsanspruch. Aufgelegt wurden nur klassische Werke in literaturwissenschaftlich relevanten Neubearbeitungen. Sämtliche Druckschriften wurden von Willy Wiegand gezeichnet, von dem Stempelschneider Louis Hoell geschnitten und von der Bauerschen Schriftgießerei in Frankfurt/M. für den Handsatz gegossen. Titel und Initialen wurden von Anna Simons, einer Schülerin Edward Johnstons von Hand gezeichnet und von dem Drucker Josef Lehnacker ebenfalls von Hand in Buchsbaumholz geschnitten. Gedruckt wurde auf eigens für die Presse handgeschöpften Papieren auf einer Handpresse. Die schlichten, fast strengen Einbände der Werkstatt Thiersch schließlich gaben den Publikationen der Presse eine würdige äußere Hülle.
Von jedem Werk der Presse wurde eine Teilauflage in Ganzleder, ein weiterer Teil in Ganzpergament sowie einige verbliebene Stücke in schlichte Pappbände gebunden, die es den künftigen Besitzern ermöglichten, ihr Exemplar von einem Buchbinder ihrer Wahl individuell binden zu lassen. Dabei verwendete Frieda Thiersch eine Anzahl wiederkehrender Techniken, die der gesamten Reihe ein einzigartiges, wiedererkennbares und extrem hochwertiges Erscheinungsbild verliehen. Um dieses Erscheinungsbild zu wahren, strengte Frieda Thiersch Anfang 1922 einen Prozess am Münchner Amtsgericht an. Sie verklagte ihren ehemaligen Mitarbeiter Gustav Keilig, Buchbindermeister und Mitglied des Vereins Meister der Einbandkunst, auf Unterlassung. Keilig hatte Pergamentbände angefertigt, die in ihrer handwerklichen Ausführung jenen der Bremer Binderei sehr ähnelten. Frieda Thiersch setzte daraufhin sechs Merkmale fest, die in Kombination nur an ihren Einbänden zusammentreffen durften. Obgleich es sich ausschließlich um klassische Buchbindertechniken handelte, bekam sie insofern Recht, als Keilig sich verpflichten musste, nie mehr als fünf der aufgeführten Merkmale in einem Einband zu vereinen.
Die hohe Qualität der Bremer Presse hatte ihren Preis. So lagen die Preise der fünfbändigen Bibelausgabe von 1927 je nach Einbandvariante und Art der Vergoldung zwischen 85 RM und 425 RM pro Band – nach heutiger Kaufkraft zwischen 1400 Euro und 7000 Euro für alle fünf Bände. Selbst die Ausgabe im Interims-Pappband schlug mit 1250 RM (entspr. 4150 Euro) zu Buche. Aufgrund der sich verschlechternden wirtschaftlichen Lage waren diese Preise kaum noch realisierbar, und auch andere Aufträge blieben aus. 1934 wurde die Bremer Presse stillgelegt, und Frieda Thiersch sah sich gezwungen, einen Großteil ihrer Mitarbeiter zu entlassen. Auf der Suche nach neuen Einnahmequellen gründete sie eine Schule für Buchbinderinnen, in der sie einige Jahre lang Töchter aus wohlhabenden Familien ausbildete. Willy Wiegand stellte bis 1939 noch einige Auftragsarbeiten anderer Verlage fertig, dann beendete der Zweite Weltkrieg die Tätigkeit der Presse vollständig.

### Comeback im Nationalsozialismus
Schon zuvor hatte Frieda Thiersch zwar hauptsächlich, aber nicht ausschließlich für die Bremer Presse gearbeitet. Ihre hochwertigen Einbände hatten ihr internationale Anerkennung verschafft. 1930 erhielt sie den Auftrag, binnen nur anderthalb Tagen ein Exemplar des Missale Romanum (Verlag der Bremer Presse / Maria Laach Verlag) für den persönlichen Gebrauch von Papst Pius XI. zu binden und erhielt ein persönliches Dankschreiben des Papstes. Ihre Bücher waren auf vielbeachteten Ausstellungen vertreten, so im Londoner First Edition Club (1929), auf der Weltausstellung in Barcelona (1929) und auf der Mailänder Triennale (1930, 1933, Goldmedaille 1936). 1937 erhielt sie die begehrte Goldmedaille bei der Pariser Weltausstellung.
Getragen von diesem Ruhm, wurde sie in der Zeit des Nationalsozialismus vermehrt mit staatlichen Aufträgen versehen. Mit den verbliebenen Mitarbeitern fertigte sie Urkundenmappen, Gästebücher, Fotoalben, Kassetten und repräsentative Geschenkeinbände für die Mächtigen des NS-Regimes. Viele ihrer Aufträge entstanden direkt für Hitlers privaten Bedarf. Zweifelhafte Prominenz erlangte sie durch die unter der Leitung von Gerdy Troost entstandenen Verleihungsurkunden und -Mappen zum Ritterkreuz des Eisernen Kreuzes. Gerdy Troost war die Witwe des Architekten Paul Ludwig Troost, der den Monumentalstil des Nationalsozialismus entwickelt hatte, und wurde von Hitler persönlich protegiert. Sie sicherte sich den lukrativen Exklusivvertrag und ließ Urkunden und Einbandarbeiten von der Werkstatt Thiersch durchführen. Die Urkunden schrieb die Anna-Simons-Schülerin Franziska Kobell von Hand auf Pergament, die Einbände wurden von Frieda Thiersch entworfen und ausgeführt, und für die reichhaltige Vergoldung der von Frieda Thiersch gezeichneten Muster (in der Regel mäanderartig ineinander verschlungene Hakenkreuz-Variationen) zeichnete der Münchener Juwelier Franz Wandinger verantwortlich.

### Das Ende der Werkstatt Thiersch
1944 wurde der Russische Pavillon in der Georgenstraße 16a von einer Fliegerbombe getroffen. Ein Großteil der Büchersammlungen Willy Wiegands und Frieda Thierschs sowie fast alle Belege, Einbandmaterialien und Werkzeuge wurden ein Raub der Flammen. Frieda Thiersch, mittlerweile bereits an Lungenkrebs erkrankt, richtete sich mit den verbliebenen Mitteln eine kleine Werkstatt in Grassau im Chiemgau ein, wo sie Muster für Spitzendecken und Teppiche sowie kleine Lederarbeiten wie Geldbörsen und geflochtene Gürtel fertigte. Kurz nach Kriegsende siedelte sie erneut in eine Münchener Wohnung um, wo sie noch ein weiteres Jahr allein arbeitete. Am 11. Juni 1947 erlag sie ihrer Krebserkrankung.
Von den wenigen verbliebenen Büchern und Wertgegenständen wurden zehn Exemplare unter mysteriösen Umständen von einem angeblichen Mitglied der amerikanischen Besatzungstruppen beschlagnahmt. Das restliche Erbe Thierschs gelangte mit ihrem Sohn in die Vereinigten Staaten. Bereits 1947 kamen die ersten Stücke aus dem Nachlass an amerikanische Auktionshäuser und Museen. Die Reste des Besitzes, hauptsächlich Gegenstände von rein dokumentarischem oder persönlichen Wert, wurden 2002 von der Schwiegertochter Ernest Thierschs an einen Militaria-Auktionator veräußert.

### Rezeption
Die Faszination für die Arbeit Frieda Thierschs ist bis heute ungebrochen. Nicht zuletzt wegen ihrer Einbände wird die Bremer Presse – nach einem Aufsatz Josef Lehnackers – häufig als „die Königin der deutschen Pressen“ bezeichnet. Werke aus dem Atelier Thiersch sind gesuchte Sammlerstücke, und insbesondere die Urkundenmappen werden so hoch gehandelt, dass große Mengen an Fälschungen im Umlauf sind. Sowohl stilistisch als auch inhaltlich teilen sich die Arbeiten Frieda Thierschs in zwei Phasen, die auch zwei völlig unterschiedliche Sammlerkreise interessieren: zum einen die bibliophilen Arbeiten aus der Zeit der Bremer Presse, die das kunsthandwerkliche Erbe der Doves Bindery in Deutschland weiterführen und bei Bibliophilen hoch im Kurs stehen; zum anderen die dem Monumentalstil huldigenden Repräsentationswerke nach 1933, die trotz aller handwerklichen Perfektion als künstlerisch weitgehend bedeutungslos einzustufen sind und die bei den Sammlern von Nazi-Paraphernalien hoch im Kurs stehen.
Wie Frieda Thiersch persönlich zum Nationalsozialismus stand, ist nicht überliefert. Sicher ist jedoch, dass sie einen zumindest sehr unkritischen Umgang mit dem System pflegte und es genoss, bei ihrer Arbeit aus dem Vollen schöpfen zu können. Ihre langjährige Zusammenarbeit mit Gerdy Troost, einer engen Vertrauten der für ihre bedingungslose Verehrung Hitlers berüchtigten Winifred Wagner, lässt auch bei Frieda Thiersch wenig Distanz zu nationalsozialistischem Gedankengut erwarten.